# 红胸朱雀
红胸朱雀（学名：Carpodacus puniceus）为雀科朱雀属的鸟类。分布于俄罗斯、帕米尔、尼泊尔、锡金、印度以及中国大陆的甘肃、青海、四川、云南、西藏等地，多生活于海拔3000-4600m 处、冬季迁徙到低海拔地区、多生活在林线以上的裸岩灌丛和稀疏的小树林中以及也到山谷荆棘丛中。该物种的模式产地在尼泊尔。

## 亚种
- 红胸朱雀疆西亚种（学名：Carpodacus puniceus kilianensis）。分布于天山西部以及中国大陆的新疆等地。该物种的模式产地在新疆昆仑西部。[3]
- 红胸朱雀青海亚种（学名：Carpodacus puniceus longirostris）。在中国大陆，分布于青海、甘肃、四川等地。该物种的模式产地在青海东北部大通河以南山地。[4]
- 红胸朱雀指名亚种（学名：Carpodacus puniceus puniceus）。分布于印度、不丹、缅甸以及中国大陆的四川、云南、西藏等地。该物种的模式产地在尼泊尔。[5]